# Khenifra
Khenifra (in berbero: ⵅⵏⵉⴼⵕⴰ, Xnifṛa; in arabo خنيفرة‎?, Khnīfra) è una città del Marocco, nella provincia omonima, nella regione di Béni Mellal-Khénifra, che si trova sulla catena montuosa dell'Atlante.